# 미즈노 아미
미즈노 아미(水野 亜美, 한국명:유리/민수아)는 타케우치 나오코의 만화작품 《미소녀전사 세일러문》에 등장하는 가공의 인물이다.
애니메이션에서 목소리를 연기한 성우는 일본판은 히사카와 아야와 카네모토 히사코(Crystal)이며, 한국판은 1994년 비디오판은 이나미, 1997년~98년 한국방송 방영판은 정옥주, 2012년~16년 대원방송 재더빙판은 김성연이 연기했다. 실사판에서는 하마 치사키가 연기했다.

## 프로필
| 연령          | 14세→16세                                          |
| 생일          | 9월 10일                                           |
| 별자리        | 처녀자리                                           |
| 혈액형        | A형                                                |
| 소속          | 쥬반 중학교→쥬반 고등학교                          |
| 좋아하는 색   | 하늘색                                             |
| 좋아하는 음식 | 샌드위치, 안미츠                                   |
| 싫어하는 음식 |                                                    |
| 연인          | 하루토 레이                                        |
| 방어          |                                                    |
| 좋아하는 과목 | 수학                                               |
| 싫어하는 과목 | 없음                                               |
| 취미          | 독서, 체스, 수영                                   |
| 특기          | 계산                                               |
| 장래희망      | 의사                                               |
| 수호성        | 수성                                               |
| 싫어하는 것   | 러브레터 (러브레터만 받으면 얼굴에알레르기가 난다) |

## 인물
원작 만화와 실사판에서는 2화, Crystal에서는 1화, TV 애니메이션에서는 8화 <천재소녀는 요마? 공포의 세뇌학원>부터 등장한다.
청순한 인상의 차분하고 성실한 성격의 소녀. 내부 전사들 중에서는 유일하게 단발이다(세일러 새턴도 단발이다). 가끔씩 안경을 쓴다.
IQ300의 두뇌를 가지고 전국모의고사에서 항상 최상위권 안에 드는 천재 우등생이지만 그때문에 사람들로부터 은근히 따돌림당하기 일쑤라, 우사기나 다른 세일러 전사들을 만나기전까지는 친구가 없었다.
어머니는 병원에서 의사로 일하고 있으며, 일본화를 그리는 화가인 아버지와는 따로 살고 있다. 쥬반 중학교에서는 우사기의 옆반에 재적하고 있다. 원작에서는 다이아몬드 악세사리를 부서뜨려도 웃고 넘길 정도로 유복하다는 설정이나, 애니메이션에서는 원작과 같은 유복하다는 설정은 그다지 나타나지 않았다. 다만 80년대에 이미 초미니 슈퍼컴퓨터를 소지하고 있으며 독일 의대 유학을 목표로 삼고 있다는 내용을 통해 간접적으로 좋은 재력을 가지고 있다는 점을 알 수 있기는 하다.
내성적이고 얌전한 성격이며 말수가 적고 숫기가 없으나 할말은 하는 강한 심지를 갖고 있다. 친구들이랑 교류하면서 점점 활발해져간다.
풍부한 지식과 이성적인 판단으로 내부 세일러 팀에서 브레인을 담당한다. 공부가 취미이자 특기인 우등생으로 우사기에게 공부를 가르칠 때는 평소보다 엄격해진다.
당시 매우 높은 인기를 자랑 했다.

## 세일러 머큐리
수성을 수호성으로 가진 물과 지성의 전사.
특수 장비로 포켓 컴퓨터를 가지고 있으며, 귀걸이에 HMD 고글이 내장되어 있어 적의 움직임을 분석한다. 격투전에 있어서는 스피드 계열. 전투력은 전사들 중 최하위권이다.
전용 대사는 “물이라도 뒤집어쓰고 반성하세요!”. 원작 제3기의 등장대사는 “물의 별! 수성을 수호로 하는 지성의 전사! 세일러 머큐리 등장！”. 이미지 컬러는 하늘색 또는 옥색.
제1기 당초에는 공격능력이 지극히 낮은 설정으로, 전투 씬에서도 머리를 쓰는 장면이 주로 그려졌으며, 제1기 종반에서 적을 쓰러뜨리는 일 없이(적의 환각술의 근원을 포켓 컴퓨터를 사용하여 파괴했을 뿐) 목숨을 잃었던 일에 대한 항의가 컸기에 R부터는 다른 전사들과 견주어봐도 손색없는 공격기가 주어졌다.
제4부 원작에서는 수성의 프린세스로서 마리나 캐슬이라는 성을 가진다.
비고
세일러 머큐리의 전사로서의 특질은, 주로 중국명 “수성”의 오행 중 “물”에서 착상된 바이다. 머큐리=로마 신화의 메르쿠리우스는 그리스 신화의 헤르메스에 상당하여, 전령으로서 의료, 도둑질(상인 포함)의 신. 아미의 의사가 되고자 하는 장래희망은 여기에서 착상했다는 설도 있다.

### 실사판
실사판에서는 원작의 사람을 잘 못사귀는 내성적인 면이 좀더 부각되고있다.
변신전에는 세미롱 헤어로 원작의 단발머리와는 인상이 크게 다르나, 세일러 머큐리로 변신하면 비슷한 모습이 된다. 세일러 머큐리는 물의 검을 소환할 수 있다. 이야기 중반에서 적에게 세뇌당하여 다크 머큐리로서 다른 4명의 전사들과 맞서기도 했다. 그 후에는 세뇌가 풀려 동료로 돌아왔으나 이후에는 비교적 적극성을 띄게 되어 변신전에도 안경을 벗고 있다. 다만, 드라마로서는 아미의 마음 속을 그려내는 효과도 있어서(같은 반 친구를 세뇌하여 친구로 만들거나, 스스로의 우수함에 자신을 가지고 적극적으로 행동하는 등, 내향적인 스스로를 바꾸고 싶어하는 점이 그려졌다), 인기도 있었다는 모양으로, 이벤트에서 애니메이션풍의 다크 머큐리 피규어가 나타나기도 했다.

### 뮤지컬판
연기한 배우에 따라 다소의 차이는 있으나, 기본적으로는 애니메이션 후반의 다소 분위기 못따라가는 캐릭터로 성립되어 있다. 실사판의 다크 머큐리 소재는 이 작품이 최초로 기용했다.

### 아이템
- 변신펜
- HMD고글
- 포켓 컴퓨터
- 스타 파워 스틱(원작 제2기, 애니메이션 R 중기~SuperS 초기)
- 플래닛 립 롯드(원작 제3기)
- 크리스탈 체인지 롯드(애니메이션 SuperS 중기 이후）
- 머큐리 크리스탈(원작)
- 변신 휴대전화 텔레티아S(실사판)
- 은 팔찌(실사판)
- 쥬얼리 스타 브레스릿(실사판)
- 물의 검(실사판)
- 세일러 스타 탬버린(실사판)
- 머큐리 소드(실사판)
- 다크 쥬얼리 스타 브레스릿(실사판)
- 다크 소드(실사판)
- 스타 시드

### 변신주문
- 머큐리 파워 메이크 업!
- 머큐리 스타 파워 메이크 업!
- 머큐리 플래닛 파워 메이크 업!(원작 제3기)
- 머큐리 크리스탈 파워 메이크 업!
- 다크 파워 메이크 업!(실사판)

### 공격주문
- 샤본 스프레이 (애니)
- 초차원 공간출현
- 샤본 스프레이 프리징(애니)
- 더블 샤본 스프레이 프리징
- 샤인 아쿠아 일루젼 (애니)
- 샤인 스노우 일루젼
- 머큐리 아쿠아 미라쥬 (아미짱의 초연 전용기술)
- 머큐리 아쿠아 랩소디 (애니)
- 머큐리 아쿠아 미스트 (실사)
- 머큐리 아쿠아 스톰 (실사)
- 머큐리 아쿠아 사이클론 (실사)
- 머큐리 아쿠아 블리자드 (실사)

## 같이 보기
- 메르쿠리우스
- 엘사 (겨울왕국)
- 에아